# Film samurajski

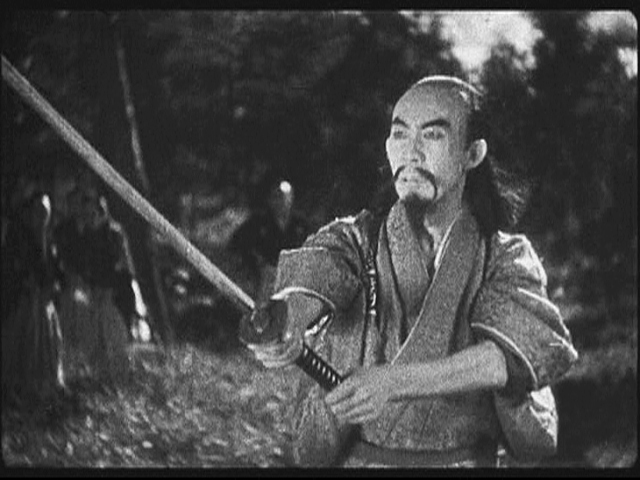
Kadr z filmu Kokushi muso (1932)

W Japonii dla określenia tego gatunku filmowego stosowany jest termin chanbara eiga (チャンバラ映画), co znaczy „filmy z walkami na miecze” i z grubsza odpowiada pojęciu „filmy płaszcza i szpady”, używanemu dla określenia analogicznego gatunku w kinematografii zachodniej. Chanbara jest podkategorią szerszego gatunku filmowego jidai-geki, którym w kinematografii japońskiej określa się filmy historyczne. Z tym, że w gatunku jidai-geki znajdziemy także wiele filmów nie-samurajskich, których akcja, pomimo jej osadzenia w okresie historycznym, wcale niekoniecznie musi być związana z postaciami samurajów, czy choćby obrazować ich walki.

## Tematyka
Akcja większości filmów samurajskich toczy się w okresie Edo (1600-1868), choć akcja niektórych z nich osadzona jest w innych okresach historycznych Japonii. Najczęściej są to poniżej wymienione okresy oraz związane z nimi ważne postacie lub wydarzenia:
- okres Heian - wydarzenia związane z wojnami między rodami Minamoto i Taira, a zwłaszcza rozstrzygająca bitwa w cieśninie Dan-no-Ura w roku 1185.
- okres Kamakura – wydarzenia, które doprowadziły do tragicznej śmierci wojownika Minamoto-no Yoshitsune
- okres Muromachi - konflikty w okresie rozbicia dzielnicowego Japonii (sengoku)
- okres Azuchi-Momoyama - proces jednoczenia Japonii po rozbiciu dzielnicowym; wydarzenia związane z postaciami Takedy Shingena, Ody Nobunagi, Toyotomi Hideyoshiego i Ieyasu Tokugawy)
- początki okresu Meiji - obrona tradycyjnych wartości samurajskich, niechęć wobec modernizacji Japonii na modłę zachodnią; walki pomiędzy zwolennikami obu przeciwstawnych opcji; krwawe wyczyny grupy Shinsengumi).

Wiele filmów samurajskich dotyczy nie tyle samurajów w dosłownym znaczeniu, co rōninów, czyli „samurajów bez pana”; często również takich samurajów, którzy popadają w kłopoty w związku ze zmianami w statusie wojownika, co bywa rezultatem ich osobistych nieszczęść lub nieuchronnych zmian postępujących w społeczeństwie. Akcja filmu samurajskiego często koncentruje się na zakończeniu drogi życiowej bohatera filmu w okolicznościach tragicznych.
Podobnie jak w całej kinematografii japońskiej, wcześniejsze, przedwojenne filmy o tematyce samurajskiej bazowały na formie dramatycznej teatru kabuki, a dopiero filmy tworzone po II w. św. opierają się już raczej na formie i tempie akcji filmowej, choć niektóre z tych późniejszych też bywały stylizowane na formę teatralną.
W odróżnieniu od wcześniejszych produkcji filmowych, bohaterowie powojennych filmów samurajskich częściej są przedstawiani jako charaktery raczej ciemne, a także znacznie częściej uciekają się do przemocy. Nietrudno jednak zauważyć, że w epice filmów samurajskich przemoc i śmierć są zazwyczaj mocno stylizowane i przejaskrawiane. Powojenna epika filmów samurajskich miała też tendencję do ukazywania postaci samurajów jako wojowników, których już sama fizjonomia i postawa psychiczna miały wywoływać lęk. Samuraje portretowani w filmach z tego okresu są z reguły samotnikami, bardziej skłonnymi do skrywania swych umiejętności w zakresie szermierki, niż do chełpienia się nimi.
Złotą epoką filmu samurajskiego był okres począwszy od lat pięćdziesiątych do wczesnych lat siedemdziesiątych XX w. Jednakże po tym okresie, w dużej mierze skutkiem nadmiernego eksponowania tego gatunku (zwłaszcza przez japońską telewizję), jak również w rezultacie „zestarzenia się” wielkich gwiazdorów tego gatunku (Toshirō Mifune (1920-1997), Tatsuya Nakadai (ur. 1932), Shintarō Katsu (1931-1997), film samurajski przestał być głównym nurtem japońskiego przemysłu filmowego, co zahamowało burzliwy rozwój tego oryginalnego i zadziwiająco artystycznego gatunku. Mimo to również w dwóch ostatnich dekadach XX wieku powstało kilka wybitnych dzieł (np. Sobowtór i Ran, Tabu, czy Po deszczu). Jednak większość filmów tworzonych w tym okresie uległa sztampie przemożnej komercjalizacji i popadała w efekciarstwo - ich płytka zazwyczaj akcja służyła głównie jako pretekst do zaprezentowania jak największej ilości krwawych scen walki, najczęściej zresztą mocno odrealnionych, przerysowanych za pomocą czysto filmowych środków technicznych. Niektóre z tych filmów bardziej przynależą do gatunku fantastyki, niż do kina samurajskiego (np. The Legend of the Eight Samurai, G.I. Samurai, Gojoe, Samurai Reincarnation). Pojawiło się również sporo filmów animowanych o tematyce samurajskiej, jednak te produkcje zbyt daleko wybiegają poza omawiany w tym artykule gatunek, by je w tym miejscu opisywać.
Dopiero początki XXI wieku przyniosły niejakie ożywienie tego nieco już podupadłego gatunku. Reżyserzy tacy jak Yōji Yamada z filmami Samuraj – Zmierzch (2002), Ukryte ostrze (2004), Miłość i honor (2006), czy Yōjirō Takita z filmem Ostatni miecz (2002), oraz Takeshi Kitano z wskrzeszonym przez siebie Zatōichim stanowią przykłady tego gatunku powstałe na początku XXI wieku.

## Wielcy reżyserzy „złotej epoki” filmów samurajskich

### Akira Kurosawa(1910–1998)
Dla zachodniej widowni kinowej Kurosawa jest najbardziej znanym japońskim reżyserem, a zarazem twórcą filmów samurajskich. To on nakręcił filmy takie jak Rashōmon (1950), Siedmiu samurajów (1954), Tron we krwi (1957), Straż przyboczna (1961), Sanjūrō: samuraj znikąd (1962), Ukryta forteca (1958), Sobowtór (1980) i Ran (1985). Długo tworzył w powiązaniu z Toshirō Mifune, który był wybitnym odtwórcą ról samurajskich, a zarazem najbardziej znanym za granicą aktorem japońskim. Trzy spośród swoich filmów o tematyce samurajskiej Kurosawa oparł na dziełach Williama Szekspira: Tron we krwi (na Makbecie), Zły śpi spokojnie (na Hamlecie) oraz Ran (na Królu Learze). Z kolei fabuła niektórych filmów Kurosawy została przerobiona na westerny, czyli również filmy akcji, z tym że osadzone w realiach „Dzikiego Zachodu”.
Film Siedmiu samurajów Akiry Kurosawy stał się kamieniem milowym tego gatunku i zarazem najbardziej znanym filmem japońskim poza Japonią. Film ten doskonale ilustruje konwencje filmu samurajskiego, w którym główne role odgrywają „bezrobotni” samuraje – rōninowie, czyli „samuraje bez pana”, a zatem „ludzie wolni”, czyli mogący postępować w sposób jaki im wyznacza jedynie własne sumienie. Oczywiście, ludzie ci skłaniali się do rozwiązywania swoich problemów przy użyciu mieczy, w czym przecież byli bardzo biegli. Film ten wyraźnie też ukazuje ogromne zróżnicowanie pomiędzy warstwami społecznymi samurajów i japońskich wieśniaków.

### Masaki Kobayashi(1916–1996)
Masaki Kobayashi wyreżyserował kilka filmów samurajskich, w tym co najmniej dwa znakomite i dobrze znane widowni zachodniej: Harakiri i Bunt. Obydwa te filmy dobitnie ukazują wady namiernej lojalności klanowej.

### Kihachi Okamoto(1923–2005)
Filmy tego reżysera ogniskują się na sprawach przemocy, ale pokazywanej w sposób szczególny. Bohaterowie jego filmów są wyobcowani ze swego otoczenia, a ich brutalna przemoc jest skutkiem reakcji na tę właśnie sytuację. Widoczne jest to zwłaszcza w trzech jego filmach: Samurai Assassin, Kill! oraz Sword of Doom.

### Hideo Gosha(1929–1992)
Filmy tego reżysera pomogły stworzyć archetyp samuraja jako człowieka poza prawem. Są równie ważne dla kina samurajskiego, co filmy Akiry Kurosawy (zwłaszcza, gdy chodzi o ich wpływ na styl wizualny tego gatunku i zawarte w nim treści). W swoich filmach często obrazował starcia pomiędzy myśleniem tradycjonalistycznym i modernistycznym, w których zdecydowanie opowiadał się po stronie antyfeudalnej. Niestety, znakomite filmy Hideo Goshy nie są zbyt znane widzowi zachodniemu, ani tym bardziej polskiemu.

### Hiroshi Inagaki(1905–1980)
Popularniejesze dzieła :

Miecz do wynajęcia (Sengoku burai / Sword for Hire) 1952

Samurajskie chorągwie (Furin kazan / Samurai Banners) 1969

Machibuse (Incident at Blood Pass) 1970

Czas bogów (Nippon tanjo / Age of the Gods) 1959

47 wiernych samurajów (Chushingura - Hana no maki yuki no maki / The Loyal 47 Ronin) 1962

Samurai (Miyamoto Musashi) 1954

Samurai II: Duel at Ichijoji Temple (Zoku Miyamoto Miyamoto Musashi) 1955

Samurai III: Duel on Ganryu Island (Musashi and Kojiro) 1956

### Masahiro Shinoda(ur. w 1931 r.)
Samobójstwo kochanków w niebiańskiej Amijimie (Shinjû: Ten no amijima / Double Suicide) 1969

## Inni popularni reżyserzy filmów o tematyce samurajskiej
- Kinji Fukasaku
- Kon Ichikawa
- Hiroshi Inagaki
- Daisuke Itō
- Keisuke Kinoshita
- Teinosuke Kinugasa
- Masahiro Makino
- Sadatsugu Matsuda
- Takashi Miike
- Kenji Misumi
- Kenji Mizoguchi
- Kazuo Mori
- Nobuo Nakagawa
- Sadao Nakajima
- Yasushi Sasaki
- Tadashi Sawashima
- Kaneto Shindō
- Masahiro Shinoda
- Yōjirō Takita
- Senkichi Taniguchi
- Tomu Uchida
- Yōji Yamada
- Sadao Yamanaka
- Kimiyoshi Yasuda

## Popularne postacie z filmów samurajskich

### Masażysta Ichi (Zatōichi)
Zatoichi to niewidomy masażysta, który jest zarazem bardzo biegłym szermierzem, kierującym się w walce wyostrzonym zmysłem słuchu. Wędruje po Japonii okresu Edo, żyjąc głównie z hazardu (gra w kości). Fabuła filmów o Zatoichim opiera się na dość jednolitej kanwie: angażuje się on w sprawy prostych ludzi, broniąc ich przed niesprawiedliwością, a zwłaszcza przed ówczesnymi gangami yakuza, w wyniku czego sam również musi ustawicznie bronić się przed zemstą wszystkich tych złoczyńców, których swoimi ingerencjami doprowadza do białej gorączki.
Choć filmy o Zatoichim bez wątpienia się mieszczą w gatunku filmów samurajskich, to sam Zatoichi bynajmniej nie jest samurajem jako masażysta należy do hinin, czyli najniższej w owych czasach warstwy społecznej. Tym samym oczywiście nie ma prawa nosić mieczy samurajskich (daishō), więc jako broń służy mu prosty miecz, który ukrywa w swej trzcinowej lasce ślepca. Również technika szermiercza, jaką posługuje się tym mieczem w swoich walkach jest dosyć nietypowa.
Na przestrzeni lat 1962–1973 o Zatoichim nakręcono 25 filmów pełnometrażowych, a ponadto w latach 1974–1979 około 100 odcinków serialu telewizyjnego, wszystkie z Shintarō Katsu w tej roli. Dwudziesty szósty film o Zatoichim powstał w roku 1989 i wyreżyserował sam Shintaro Katsu.
Choć ta filmowa postać jest raczej mało znana widzowi zachodniemu (w Polsce np. z serii o Zatoichim można było obejrzeć tylko jeden, może dwa tytuły), za to jest on chyba najbardziej znaną postacią gatunku chanbara w Japonii. Telewizyjny serial z Zatoichim stał się najbardziej popularnym serialem w historii japońskiego filmu.
Dopiero po blisko 15 latach przerwy (oraz po śmierci samego Shintarō Katsu) w tę postać filmową wcielił się ponownie inny japoński aktor i twórca filmowy, Takeshi Kitano, w obrazie przez samego siebie wyreżyserowanym, pod tytułem Zatoichi (2003).

### Szkarłatna Nietoperzyca (The Crimson Bat)
Niewidoma kobieta-samuraj, imieniem Oichi. Pierwszy film z tą postacią filmową powstał już w 1931 r., na bazie wcześniejszej mangi. Postać tę wskrzeszono, gdy tylko okazało się jak ogromny sukces odnoszą filmy z niewidmym masażystą Zatōichi. Ten serial nie utrzymał się jednak zbyt długo – w latach 1969–1970 powstały tylko cztery filmy.

### Kyoshiro Nemuri
Postać wędrującego wojownika dręczącego się faktem, że jest owocem nielegalnego związku portugalskiego księdza i japońskiej matki. Jest on bohaterem 21 filmów powstałych na przestrzeni lat 1956–1998 (z czterema aktorami wcielającymi się w tę postać - najpopularniejszym był drugi - Raizō Ichikawa - 12 filmów).

### Musashi Miyamoto
Miyamoto Musashi jest postacią rzeczywistą, żyjącą w Japonii na przełomie XVI i XVII wieku. Wiadomo, że był on wybitnym szermierzem, strategiem wojskowym i uznanym artystą. Jego nadzwyczaj burzliwe życie jest tak bardzo owiane legendami, że trudno jest oddzielić prawdę historyczną od fikcji podawanej w przekazach. Był on wybitnym przedstawicielem szkoły walki na miecze Niten Ichi Ryu, w której szermierz posługuje się dwoma mieczami jednocześnie. Podczas swoich wędrówek po Japonii Musashi uczestniczył ponoć w ponad sześćdziesięciu śmiertelnych starciach, pojedynczych i grupowych - no i oczywiście ze wszystkich wyszedł niepokonany. O Musashim powstała duża liczba filmów pełnometrażowych oraz kilka seriali telewizyjnych. Najbardziej z nich znana jest Samurajska trylogia w reżyserii Hiroshiego Inagaki, w której postać Musashiego odtwarza Toshirō Mifune.

### Samotny wilk i szczenię
Opowieść o samuraju Kenzaburo-jo, wędrującym po Japonii ze swoim synkiem w wózku dziecinnym (który to wózek jest uzbrojony jak rydwan wojenny i używany w walce). Nakręcono serial pt. „The Baby Cart Series” złożony z sześciu filmów. Dwa z tych filmów zostały połączone i wydane pod nową edycją przeznaczoną dla widza zachodniego pt. „Shogun Assassin”. Aktorem grającym główną rolę we wszystkich tych filmach był Tomisaburō Wakayama, brat aktora Shintarō Katsu, znanego z roli Zatōichi.

### Sanjūrō: samuraj znikąd / Yojinbo (ochroniarz) / Rōnin bez nazwiska
Sanjūrō jest postacią wędrującego rōnina, która pojawia się w dwóch filmach Kurosawy: Straż przyboczna i Sanjūrō: samuraj znikąd. Jest to postać bezimiennego samuraja, który zapytany o nazwisko naprędce wymyśla: Sanjūrō Tsubaki (co znaczy „Trzydziestolatek Kamelia”), i które staje się jego przybranym nazwiskiem. Yojinbo to bezrobotny samuraj, rōnin szukający dla siebie odpowiedniego zajęcia, zapewniającego mu środki do życia. Obydwie te postacie w filmach Kurosawy kreuje Toshirō Mifune. Również w kilku filmach innych reżyserów Mifune gra podobne postacie; jednym z przykładów może być postać bezimiennego rōnina, zwanego po prostu Yojinbo (czyli „ochroniarz”), która pojawia się w filmie „Ambush at Blood Pass” Hiroshiego Inagaki.
Wyraźnym nawiązaniem do ról bezimiennych rōninów, tak charakterystycznych dla filmów samurajskich, jest postać „człowieka bez nazwiska”, która pojawia się w westernach Clinta Eastwooda.

## Tematyka filmów samurajskich
Tematyka w filmach samurajskich jest dosyć bogata - w jej ramach są zarówno filmy obrazujące rzeczywiste wydarzenia i wielkie postacie historyczne, jak i perypetie życiowe zwykłych samurajów, a także, a może nawet przede wszystkim awanturnicze przygody przydarzające się rōninom, bezimiennym „samurajom bez pana”, wędrującym po kraju w poszukiwaniu zajęcia odpowiedniego dla ich szlacheckiego stanu, dążącym do poprawy swej pozycji w społeczeństwie. Jeszcze inne filmy opowiadają o zawiłościach i pułapkach kodeksu bushidō, wynikającym zwłaszcza z konfliktów pomiędzy wymogiem posłuszeństwa i klanowej lojalności a indywidualnym poczuciem honoru(np. w filmie Bunt Masakiego Kobayashiego.
Najczęściej obrazowanym w filmach samurajskich wydarzeniem, które miało miejsce w rzeczywistości, była zemsta jakiej w roku 1702 dokonało 47 rōninów. Filmy nawiązujące do tego wydarzenia bazują na sztuce z repertuaru teatru kabuki pod tytułem Skarbiec wasalnej lojalności (Chushingura) autorstwa Takedy Izumo, napisanej w 1744 roku pod wpływem tego wydarzenia.

## Wpływ filmów samurajskich na kinematografię zachodnią
Liczne filmy westernowe są oparte na fabułach zaczerpniętych z filmów samurajskich, opowiedzianych w innym kontekście, najczęściej „Dzikiego Zachodu”.
- Film Za garść dolarów (1965), włoskiego reżysera Sergio Leone to remake Straży przybocznej Kurosawy
- Postać „człowieka bez imienia” wykreowana przez Clinta Eastwooda, jest do pewnego stopnia wymodelowana na rolach wędrownego rōnina, jakie pojawiają się w wielu filmach granych przez Toshirō Mifune.
- Film Ukryta forteca miał wpływ na George’a Lucasa, kiedy ten robił Gwiezdne wojny.
- Film Siedmiu samurajów został przerobiony na western Siedmiu wspaniałych, jak również na film science fiction Battle Beyond Stars.
- Western Red Sun z Charlesem Bronsonem i Toshirō Mifune
- Film Ronin Davida Mameta z Jean Reno i Robertem De Niro
- Film Six-String Samurai (1998)
- Film Ghost Dog: Droga samuraja (1999)
- Film Blind Fury, w którym Rutger Hauer transponuje postać Zatōichi’ego, na rolę niewidomego szermierza żyjącego w dzisiejszych Stanach Zjednoczonych
- Najnowszym utworem-filmem inspirowanym kinem samurajskim jest Ostatni samuraj Edwarda Zwicka, którego fabuła jest luźno powiązana z rzeczywistą postacią francuskiego wojskowego Jules’a Bruneta, towarzyszącego samurajom z prowincji Satsuma na Kiusiu w ich buncie przeciwko cesarzowi.

## Lista filmów samurajskich
Obszerna lista filmów zaliczanych do tego gatunku zamieszczona jest w publikacji Alaina Silvera pt. Samurai Film; podane są tam szczegółowe informacje dotyczące ponad 500 tytułów filmów z gatunku kina samurajskiego.

## Lista najbardziej znaczących filmów samurajskich

### Filmy rozpowszechniane w Polsce
(rok produkcji, tytuł polski/tytuł japoński – reżyser; uwagi):
- 1950 Rashōmon / Rashōmon – Akira Kurosawa; film zdobył nagrodę Złotego Lwa na Festiwalu w Wenecji w 1951 r.
- 1954 Siedmiu samurajów / Shichinin no samurai – Akira Kurosawa; film nominowany do Oscara w 1954 roku
- 1957 Tron we krwi / Kumonosu-jo – Akira Kurosawa
- 1958 Ukryta forteca / Kakushi Toride no San-Akunin – Akira Kurosawa
- 1961 Straż przyboczna / Yojinbo – Akira Kurosawa
- 1962 Sanjūrō: samuraj znikąd / Sanjūrō – Akira Kurosawa
- 1962 Harakiri / Seppuku – Masaki Kobayashi; film został nagrodzony na Festiwalu w Cannes w 1963 r.)
- 1967 Bunt / Jōi-uchi: Hairyō tsuma shimatsu – Masaki Kobayashi; film zdobył nagrodę Fipresci Prize na Festiwalu w Wenecji w 1967 r.
- 1969 Samurajskie chorągwie / Furin Kazan – Hiroshi Inagaki
- 1969 Honor samuraja / Goyokin - Hideo Gosha
- 1980 Sobowtór / Kagemusha - Akira Kurosawa
- 1985 Ran / Ran – Akira Kurosawa – nagrodzony Oskarem za najlepsze kostiumy w roku 1985
- 1999 Po deszczu / Ame agaru – Takashi Koizumi, film zrealizowany według scenariusza Akiry Kurosawy
- 2000 Tabu / Gohatto – Nagisa Ōshima
- 2003 Zatoichi / Zatoichi – Takeshi Kitano, reżyser, twórca scenariusza i odtwórca roli głównej.

### Filmy nierozpowszechniane w Polsce
(rok produkcji, tytuł angielski/tytuł japoński – reżyser; uwagi):
- 1941 The 47 Ronin / Genroku Chushingura Zenpen - Kenji Mizoguchi
- 1954-56 Samurai Trilogy / Samurai – Hiroshi Inagaki
  - 1954 Musashi Miyamoto (film zdobył Oskara za najlepszy film zagraniczny)
  - 1955 Duel at Ichijoji Temple
  - 1956 Duel at Ganryu Island
- 1959 Samurai Saga / Aru Kengo no Shogai – Hiroshi Inagaki
- 1960 The Gambling Samurai / Kunisada Chuji – Senkichi Taniguchi
- 1962 Chushingura / Chushingura: Hana no Maki, Yuki no Maki – Hiroshi Inagaki
- 1964 Three Outlaw Samurai / Sanbiki no samurai – Hideo Gosha
- 1965 Samurai Assassin / Samurai – Kihachi Okamoto
- 1966 The Sword of Doom / Daibosatsu Toge – Kihachi Okamoto
- 1968 Kill! / Kiru – Kihachi Okamoto
- 1969 Red Lion / Akahige – Kihachi Okamoto
- 1969 Band of Assassins / Shinsengumi - Tadashi Sawashima
- 1969 Watch Out Crimson Bat! / Mekura no Oichi Midaregasa – Hirokazu Ichimura
- 1970 Tenchu / Hitokiri - Hideo Gosha
- 1970 Mission: Iron Castle / Shinobi no Shu – Kazuo Mori
- 1970 Zatoichi Meets Yojimbo / Zatoichi to Yojimbo - Kihachi Okamoto
- 1970 The Ambitious / Bakumatsu - Daisuke Ito
- 1970 Ambush at Blood Pass / Machibuse - Hiroshi Inigaki
- 1977 Shogun’s Samurai / Yagyu Ichizoku no Inbo - Kinji Fukasaku
- 1979 The Bushido Blade - Tom Kotani
- 1978 47 Swords of Vegnance: Fall of Ako Castle / Akojo Danzetsu - Kinji Fukusaku
- 1983 Legend of the Eight Samurai / Satomi Hakken-den – Kinji Fukusaku
- 1986 Gonza the Spearman / Yari no Gonza – Masahiro Shinoda
- 1989 Zato Ichi / Zatoichi – Shintaru Katsu jako reżyser, twórca scenariusza i odwórca roli głównej
- 1990 Heaven and Earth / Ten to Chi to / - Haruki Kodokawa
- 1994 The 47 Ronin / Shijushichinin no Shikaku - Kon Ichikawa
- 1999 Samurai Fiction: Episod One – Hiroyuki Nakano
- 2002 The Twilight Samurai / Tasogare Seibei - Yōji Yamada; w 2003 r. film był nominowany do Oskara w kategorii najlepszy film zagraniczny
- 2003 When the Last Sword Is Drawn / Mibu Gishi-Den – Yōjirō Takita
- 2004 Hidden Blade / Kakushi ken oni no tsume – Yōji Yamada
- 2006 Love and Honor / Bushi no Ichibun – Yōji Yamada

## Popularni aktorzy z filmów samurajskich
(podani są w porządku europejskim, tj. najpierw imię, później nazwisko):
- Raizō Ichikawa (1931–1969) – odtwórca roli Kyoshiro Nemuri w serialu pod tym samym tytułem
- Shintarō Katsu (1931–1997) – odtwórca roli Zatoichiego w serialach z lat 1962–1989
- Toshirō Mifune (1920–1997) – poza rolami w filmach samurajskich Akiry Kurosawy, podobne role zagrał również u kilku innych reżyserów; był również producentem niektórych z tych filmów, jako że założył własną wytwórnię filmową
- Tatsuya Nakadai (1932 – żyje) – w Polsce znany jest z ról w filmach Sanjūrō: samuraj znikąd, Harakiri, Bunt, Sobowtór i Ran. Aktor ten grał podobne role w wielu innych filmach samurajskich.
- Kinnosuke Nakamura (1932–1997) – odtwórca roli Musashiego w jednym z seriali telewizyjnych, grywał także role drugoplanowe w wielu głośnych filmach samurajskich
- Tetsurō Tamba (1922–2006) – znany z wielu ról drugoplanowych w filmach samurajskich
- Tomisaburō Wakayama (1929–1992) – brat aktora Shintarō Katsu, odtwórca roli Samotnego Wilka w serialu „The Baby Cart” (Lone Wolf and Cub).